# Paso Fino
Paso Fino ist eine Kolumbianische Gangpferd-Rasse. 

## Exterieur
Das äußere Erscheinungsbild eines Paso Fino erinnert an seine iberische Abstammung: Das Pferd hat einen mittelgroßen Kopf mit geradem Profil, einen hoch aufgerichteten, geschwungenen Hals, und die Schulter ist gut geschrägt. Der Rücken ist kräftig und tragfähig, die Kruppe ist sehr muskulös und rund. Die Beine sind feingliedrig, dabei stark und stabil, die Hufe sind klein und hart. Alle Farben sind erlaubt. 

## Interieur
Zuchtziel für den Paso Fino ist „Brio“: Leistungsbereitschaft, Energie, Arbeitseifer und Willigkeit.

## Gang
Die Rasse ist eine Gangpferderasse, mit dem Zuchtziel Natur-Tölt in unterschiedlichen Geschwindigkeiten. Je nach Versammlung und Veranlagung des Pferdes zeigen Paso Finos: Schritt, Paso Fino, Paso Corto, Paso Largo und Galopp. Der Paso Fino ist wendig und trittsicher.

## Zuchtgeschichte
Die Zuchtgeschichte des Paso Fino lässt sich nach Südamerika (vorwiegend Kolumbien) sowie in die Karibik (Puerto Rico) zurückverfolgen. Heute wird der Paso Fino auch der Dominikanischen Republik, in Puerto Rico und in Kolumbien gezüchtet. Seit den 1970er Jahren gibt es Paso Finos auch in Europa, die meisten davon in Deutschland. Aber auch in der Schweiz, in England sowie in Österreich und weiteren europäischen Ländern gibt es inzwischen Nachzuchten. Der Paso Fino wird seit 1971 auch in den USA gezüchtet.